# Lopadea Nouă
Lopadea Nouă (in ungherese Magyarlapád) è un comune della Romania di 2 883 abitanti, ubicato nel distretto di Alba, nella regione storica della Transilvania.
Il comune è formato da un insieme di 8 villaggi: Asinip, Băgău, Beța, Cicârd, Ciuguzel, Lopadea Nouă, Ocnișoara, Odverem.